# Злынка
Злы́нка — город (с 1925 года) в России, административный центр Злынковского района Брянской области и Злынковского городского поселения.
Население — 5270 чел. (2021). Злынка — самый маленький город Брянской области.

## История
Злынка была основана в 1700 году (по другим данным — в 1702) году беглыми староверами (раскольниками), при речке Злынке. По административному и территориальному делению России ходила в состав Чолховской волости Стародубского полка. 
В 1770 году вместе с волостью за заслуги перед государством пожалована Екатериной II графу П. А. Румянцеву. В 1862 году близ Злынки, в селе Барки, построена спичечная фабрика. В конце XIX века Злынка стала посадом (посёлком) Новозыбковского уезда Черниговской губернии; до начала XX века славилась своими плотниками и кожевниками, а кожевенный завод, на 1894 год, производил товара на 15 000 рублей. В Злынке сложился своеобразный облик застройки, состоявшей из домов, богато украшенных пропильной резьбой.
На 1894 год в посёлке проживало 5 110 жителей обоего полу. В торговом местечке проводились четыре ярмарки, была организована торговля красным, кожевенным, бакалейным товарами и пенькою, были развиты каменное и плотничное ремесла, изготовились брички, сани, клещи для хомутов.
На 1897 год в населённом пункте проживало 5 408 жителей обоего полу, из коих 812 евреев, 21 октября 1905 года произошли антиеврейские беспорядки, нанесшие еврейскому населению значительный материальный ущерб.
На 1907 год в посёлке проживало 5 300 жителей обоего полу, много раскольников.
Во время оккупации Злынки кайзеровскими войсками (с 4 апреля по 25 декабря 1918 года) часть профессионалов-революционеров остается в городе, создав подполье. И. Д. Три¬фонов, С. С. Ковалев, Ф. Г. Дементьев организуют партизанский отряд, который несколько раз взрывал железнодорожный мост у села Муравинка, нападал на вражеские продовольствен-ные и карательные отряды. В городе подпольную работу проводил Алексей Корявин.
В 1923 году была образована Злынковская волость, на основе которой в 1929 году был сформирован Злынковский район. С 1959 года по 1988 год Злынковский район был временно упразднён; город Злынка входил в состав Новозыбковского района.
В 1941—1943 годах Злынка была оккупирована немецко-фашистскими захватчиками и их европейскими союзниками и сателлитами, разрушившими все предприятия города. 
19 августа 1941 года была оккупирована Злынка и с 23 августа 1941 года Злынковский район.
27 сентября 1943 года освобождена советскими войсками.
В 1986 году в результате аварии на ЧАЭС в городе значительно ухудшилась радиационная обстановка. Ставился вопрос о полном отселении города. Экономике и дальнейшему развитию города был нанесён сильный удар.
Современная Злынка сохранила облик и планировку старой слободы. До настоящего времени многие деревянные дома сохранили черты, характерные для местного строительства.

## Физико-географическая характеристика
Злынка является самым западным городом области, расположена в пределах Приднепровской низменности, относящейся к Восточно-Европейской равнине, на реке Злынка, на высоте 151 метр над уровнем моря. Рельеф местности равнинный. Со всех сторон город окружён лесами.
По автомобильной дороге расстояние до Брянска составляет около 220 км. Ближайшая железнодорожная станция Злынка расположена в посёлке Вышков, что в 8 км к северо-западу от города. До границы с Республикой Беларусь 11 км.
Город находится в зоне умеренно континентального климата с относительно холодной зимой и умеренно тёплым, иногда жарким, летом. Среднегодовая норма осадков — около 610 мм.
В городе, как и на всей территории Брянской области, действует московское время.

## Население
| 1866  | 1897  | 1917  | 1920  | 1926  | 1931  | 1939  | 1950  | 1959  |
| ----- | ----- | ----- | ----- | ----- | ----- | ----- | ----- | ----- |
| 4000  | ↗5300 | ↗7600 | ↘5700 | ↗6400 | ↗6600 | ↗8754 | ↘5300 | ↗6003 |
| 1960  | 1970  | 1979  | 1989  | 1992  | 1996  | 1998  | 1999  | 2001  |
| ↘6000 | ↗6106 | ↘5904 | ↘5586 | ↘5200 | ↗5400 | ↗5500 | →5500 | →5500 |
| 2002  | 2003  | 2005  | 2006  | 2007  | 2009  | 2010  | 2011  | 2012  |
| ↘5372 | ↗5400 | →5400 | →5400 | →5400 | ↗5482 | ↗5507 | ↘5500 | ↗5513 |
| 2013  | 2014  | 2015  | 2016  | 2017  | 2018  | 2019  | 2020  | 2021  |
| ↘5477 | ↗5490 | ↗5526 | ↗5547 | ↘5460 | ↘5369 | ↘5335 | ↗5340 | ↘5270 |

На 1 января 2025 года по численности населения город находился на 1069-м месте из 1124 городов Российской Федерации.
7645 человек Оценка численности населения Брянской области по городским округам и муниципальным районам (округам) на 1 января 2024 года

## Экономика
Лесхоз (находится в стадии банкротства). Действуют завод по выпуску гипсокартонного листа, компания «Вест-метрология» (производство расходомеров, дозаторов, насосов, гидро- и пневмоприводов).

## Образование и спорт
В городе действуют две школы № 1 и № 2 и ПУ 31.
Местный футбольный клуб «Рубин» выступает на стадионе «Трудовые резервы» в чемпионате Брянской области.

## Достопримечательности
- Храмовый комплекс церквей Вознесения и Николая Чудотворца (вторая половина XIX века).
- Покровская церковь (1904 год).
- Несколько особняков рубежа XIX — XX веков, обильно украшенных деревянной резьбой (ныне в особняках располагаются районная администрация, лесхоз, музыкальная школа, районное управление сельского хозяйства).